# Cercocebus atys
Cercocebus atys é um macaco do Velho Mundo, encontrado nas florestas do Senegal e Gana. É listado como "vulnerável" pela IUCN, mas a forma do leste, lunulatus, é listada como "em perigo".

## Habitat e ecologia
C. atys vive em florestas primárias e secundárias, assim como pântanos, florestas secas e florestas de galeria. É um primata arborícola e diurno. É onívoro e sua dieta inclui frutos e sementes, assim como pequenos animais. Vivem em grupos entre quatro e 12 indivíduos, mas já foram registrados grupos com até 95 indivíduos.

## Taxonomia
Há duas subespécies deste macaco, e é possível que sejam espécies diferentes. Ambos foram considerados, inicialmente, como subespécies de Cercocebus torquatus:
- Cercocebus atys atys (oeste do rio Sassandra)
- Cercocebus atys lunulatus (leste do rio Sassandra)

## Doenças
A espécie é naturalmente infectada pelo vírus da imunodeficiência símia (SIV), conhecido por SIVsmm. Devido à proximidade desta espécie com os seres humanos na África subsariana, ela foi transmitida para o homem, resultando no vírus HIV-2.O HIV-1 é derivado de uma linhagem vinda do chimpanzé-comum.
C. atys também pode contrair lepra, assim como os humanos.